# Садовое (Михайловский район)
Садовое (укр. Садове) — село,
Любимовский сельский совет,
Михайловский район,
Запорожская область,
Украина.
Код КОАТУУ — 2323383306. Население по переписи 2001 года составляло 134 человека.

## Географическое положение
Село Садовое находится на расстоянии в 1,5 км от сёл Любимовка и Трудовик.
Рядом проходит железная дорога, станция Платформа 1167 км в 1,5 км.

## История
- 1921 год — дата основания.